# Lee Tae-hoon
Lee Tae-hoon (이태훈?, 李泰勳?; 29 gennaio 1961) è un allenatore di calcio sudcoreano.

## Carriera
Ha allenato la Cambogia dal 2010 dal 2012, e poi di nuovo dal 2013 al 2017.